# Roger Scotti
Roger Scotti (født 29. juli 1925, død 12. december 2001) var en fransk fodboldspiller (midtbane).
Scotti tilbragte hele sin aktive karriere, fra 1942 til 1958, hos Olympique Marseille i sin fødeby. Her var han med til at vinde både det franske mesterskab og pokalturneringen Coupe de France.
Scotti spillede desuden to kampe for det franske landshold, to venskabskampe mod henholdsvis Belgien 1. november 1950 og mod Ungarn 7. oktober 1956.

## Titler
Ligue 1
- 1948 med Olympique Marseille

Coupe de France
- 1943 med Olympique Marseille